# Ilfracombe
Ilfracombe – nadmorski kurort na północy hrabstwa Devon, zamieszkiwany przez około 11 000 osób.
Do XIX wieku jego obywatele zajmowali się głównie handlem morskim i rybołówstwem. Obecnie ich głównym źródłem utrzymania jest turystyka. Na terenie Ilfracombe znajduje się niewielkie muzeum, otwarte w 1932 roku. Miasto leży na szlaku turystycznym Tarka Trail.

## Historia
Miejscowość została założona w epoce żelaza, przez Celtów. Jego pierwotna nazwa brzmiała Alfreinscoma, pod taką postacią pojawia się po raz pierwszy w 1086 roku, można ją przetłumaczyć jako dolina synów Alfreda. 
Od początków Ilfracombe mieszkańcy dzielili się na dwie społeczności. Rolniczą, skupioną wokół kościoła Świętej Trójcy, oraz rybacką, ulokowaną nad samym wybrzeżem. Tereny te długo należały do rodziny Champernowne'ów. 
W 1208 roku z portu wyruszyła wyprawa zorganizowana przez Jana bez Ziemi, której celem była inwazja Irlandii. 
Prawdziwy rozwój miasto zaczęło przeżywać dopiero w XIX wieku, kiedy to zaczęli przybywa tutaj turyści, w tym wiele znanych postaci - w Ilfracombe pierwsze kroki na scenie stawiał Peter Sellers.

## Miasta partnerskie
- Ifs
- Herxheim bei Landau/Pfalz